# Bần trứng
Bần ổi hay bần trứng (danh pháp khoa học: Sonneratia ovata) là một loài thực vật có hoa trong họ Sonneratiaceae. Loài này được Backer mô tả khoa học đầu tiên năm 1920.

## Mô tả
Đây là một cây cao tới 20 m, có rễ thở (tế bào thở) ở gốc.
Rễ thở thẳng đứng (pneumatophores) cao tới 40 cm.
Các lá đối diện của nó, có cuống ngắn, phiến lá có màu xanh đậm sáng bóng, thường có hình trứng rộng đến gần như hình tròn và dài 4–10 x 3–9 cm.
Hoa non của nó được tìm thấy đơn lẻ hoặc có đến 3 bông cùng nhau, với mặt trong của các lá đài có màu đỏ. Hoa của nó nở vào lúc hoàng hôn, tỏa ra mùi sữa chua và tồn tại suốt một đêm. Quả màu xanh của nó có dạng cà pháo, rộng 3–4,8 cm và chứa nhiều hạt. Các hạt nổi, phân tán trong nước của nó rất nhỏ, màu trắng, dẹt và nằm trong cùi thịt của quả.